# طبیعت بی‌جان با نیمرخ لاوال
طبیعت بی‌جان با نیمرخ لاوال نقاشی رنگ روغن است که در سال ۱۸۸۶ توسط پل گوگن کشیده شده‌است. در این تابلو نیمرخ شارل لاوال دوست گوگن که به یک میز و تعدادی میوه و یک مجسمه سرامیک نگاه می‌کند، نقاشی شده‌است. مجسمه سرامیک نیز دست‌ساخته گوگن می‌باشد. این تابلو در موزهٔ هنر ایندیاناپولیس واقع در ایندیاناپلیس می‌باشد.